# Mansus
Een mansus was ten tijde van het hofstelsel een hoeve die in een domein ter ontginning was uitgegeven aan een horige boer. Een mansus omvatte in de regel zoveel land als door de mansionarius en zijn gezin bewerkt kon worden. De grootte van een mansus was derhalve afhankelijk van de kwaliteit van de landbouwgrond en bedroeg 10 hectare op kleigrond en 15 hectare op zandgrond.
De mansus kwam in voege tijdens de 8e eeuw.
De mansus wordt veelal in de betekenis van een oppervlaktemaat gebruikt en is aldus in vele hoogmiddeleeuwse narratieve en diplomatische bronnen terug te vinden. Bijvoorbeeld, de omvang van een allodium werd meestal uitgedrukt in mansi. In de Capitularia van Karel de Grote worden diverse fiscale en militaire verplichtingen uitgedrukt in verhouding tot het aantal mansi dat men bezat.
Omwille van de grote afmeting van een mansus was de maat echter ook gebruikelijk om de oppervlakte van een bos uit te drukken.
In het Germaans werd mansus vertaald als hoba, in het Diets hoeve. Omdat de betekenis van hoeve gaandeweg veranderde van oppervlaktemaat naar landbouwbedrijf, is later de misvatting ontstaan dat ook een mansus een landbouwbedrijf zou zijn. Een mansus had aanvankelijk echter vrijwel uitsluitend betrekking op in cultuur gebrachte of nog te brengen landbouwgrond. De bewoning en agrarische nederzettingen bevonden zich meestal buiten de mansi, op kwalitatief minder goede gronden.